# 16-та гвардійська танкова бригада (СРСР)
16-та гвардійська танкова Речицька Червонопрапорна орденів Суворова та Богдана Хмельницького бригада (16 гв. ТБр) — військове формування танкових військ Червоної армії, яке існувало у 1941—1945 роках. Бригада брала участь у боях Другої світової війни.

## Історія
22 вересня 1941 року вийшла Директива НКО № 725444, згідно з якою в таборі Костєрьово було почато формування 19-ї танкової бригади.
Наказом НКО № 380 від 8 грудня 1942 року 19-та танкова бригада була перейменована на 16-ту гвардійську танкову бригаду.
Бригада дістала почесне найменування «Речицька» згідно з наказом ВГК № 43 від 18.11.1943 р.
10 червня 1945 року 16-та гвардійська танкова бригада, яка на той час входила до складу 1-го танкового корпусу, була переформована на 16-й гвардійський танковий полк.